# Solanum phaseoloides
Solanum phaseoloides là loài thực vật có hoa trong họ Cà. Loài này được Pol. miêu tả khoa học đầu tiên năm 1877.